# Admiral Lazarev (croiseur)
Pour les articles homonymes, voir Amiral Lazarev et Frounze.
L’Admiral Lazarev (en russe : Адмирал Лазарев) est le deuxième croiseur lance-missiles de la classe Kirov, en service dans la Marine soviétique puis dans la Marine russe. Lancé sous le nom de Frounzé (Фрунзе), en l'honneur du dirigeant bolchévique Mikhaïl Frounzé ; il est rebaptisé en 1992 à la dislocation de l'Union soviétique en l'honneur de l'amiral Mikhaïl Lazarev.

## Construction
La quille du Frounzé est posée le 27 juillet 1978 au chantier naval de la Baltique, à Leningrad. Il est lancé le 26 mai 1981 et entre en service le 31 octobre 1984.

## Différences par rapport au navire de tête
Le Frounzé est construit différemment du bâtiment tête de série le Kirov. À l'avant du bâtiment, le lanceur double de missiles anti-sous-marins SS-N-14 est remplacé avec 8 lanceurs octuples de missiles surface-air SA-N-9. Sur la partie arrière, un seul canon double AK-130 de 130 mm, similaire aux canons installés sur le Slava et le Sovremenny, est utilisé au lieu de deux canons de 100 mm. À proximité du bloc passerelle, deux canons CIWS de 30 mm sont déplacés vers l'arrière de la superstructure et remplacés par 8 lanceurs octuple verticaux de SA-N-9. Des différences existent également au niveau des intercepteurs ESM/ECM et des systèmes de radiocommunication.

## Service
En décembre 1984, il est affecté à la Flotte du Pacifique. L'été suivant, il se rend à Luanda, Aden et au Viêt Nam. Lors de la dislocation de l'Union soviétique en 1992 le Frounzé est rebaptisé Admiral Lazarev, en l'honneur de l'amiral Mikhaïl Lazarev.
En 1999, faute de moyens financiers pour mener à bien sa modernisation, le croiseur est retiré du service et préparé pour démantèlement. En 2004-2005, le combustible nucléaire usagé est retiré du réacteur. En 2009, l’Admiral Lazarev à quai près de Vladivostok, est placé en réserve. La Marine russe prévoit un temps de le moderniser et de le remettre en service, à condition que les fonds nécessaires soient trouvés. En 2012, il devient peu probable que la modernisation ait lieu, le navire est « considéré comme étant au-delà de la réparation… il sera mis au rebut, selon une source au sein du complexe militaro-industriel ». 
En décembre 2014, des photos de l’Admiral Lazarev parues sur internet montrent le navire fraîchement repeint, toutefois, le bâtiment n'a pas quitté sa position de mise en réserve.
Le 18 février 2021, Rosatom a signé un contrat avec le 30ème chantier naval pour en vue du démantèlement du "croiseur de missiles nucléaires lourd Admiral Lazarev, projet 1144.1, numéro de série 801" pour un coût total de 5 milliards de roubles, avec un début des travaux programmé pour le mois d'août 2021 et un achèvement en novembre 2025,
Sur les 4 croiseurs du projet Orlan, auquel appartient l'Amiral Lazarev :
- Le Pierre Le Grand est actuellement en service et va subir une modernisation dès le retour au service de l'Amiral Nakhimov;
- L'Amiral Nakhimov est actuellement en cours de modernisation ;
- L'Amiral Ouchakov est hors service depuis 2002 et attend son démantèlement.